# 安秉勋
安秉勋（韩语： An Byeonghun，1991年9月17日—），韩国职业高尔夫球运动员。
安秉勋出生于韩国首尔，父亲是原韩国乒乓球国手安宰亨，母亲则是原中国乒乓球国手焦志敏。
2009年，安秉勋夺得了美国业余锦标赛冠军，并成为了该赛事历史上最年轻的冠军。
2011年，安秉勋转为职业选手。2014年8月，他在欧洲挑战巡回赛的劳力士杯上夺得了职业生涯的首个冠军，从而成为了首位获得挑战巡回赛冠军的韩国球手。他于2014年在挑战巡回赛中位列第三，由此得以升入PGA欧洲巡回赛。2015年5月，他在欧巡赛BMW PGA锦标赛中夺魁。2016年，他获得了美巡赛的参赛资格。